# Чайкинское сельское поселение (Пермский край)
Чайкинское се́льское поселе́ние — муниципальное образование в Уинском районе Пермского края Российской Федерации.
Административный центр — село Чайка.

## История
Статус и границы сельского поселения установлены Законом Пермской области от 9 декабря 2004 года № 1870-403 «Об утверждении границ и о наделении статусом муниципальных образований Уинского района Пермской области»

## Население
| 2010 | 2012 | 2013 | 2014 | 2015 | 2016 | 2017 |
| ---- | ---- | ---- | ---- | ---- | ---- | ---- |
| 956  | ↘917 | ↘879 | ↘854 | ↗877 | ↘870 | ↗871 |
| 2018 | 2019 |      |      |      |      |      |
| ↘866 | ↘849 |      |      |      |      |      |

## Состав сельского поселения
| № | Населённый пункт | Тип населённого пункта       | Население |
| - | ---------------- | ---------------------------- | --------- |
| 1 | Телес            | деревня                      | 68        |
| 2 | Усть-Телес       | деревня                      | 180       |
| 3 | Чайка            | село, административный центр | 708       |